# Cursa cap al mar
La cursa cap al mar fou un conjunt d'operacions militars al front occidental de la Primera Guerra Mundial, entre mitjan setembre i final d'octubre de 1914. Després de la primera batalla del Marne i la retirada alemanya fins a l'Aisne, ambdós bàndols iniciaren una sèrie de maniobres de flanqueig mutu i posterior atrinxerament, en què intentaven sobrepassar a l'enemic pel seu flanc septentrional.
Inicialment el front finalitzava al riu Aisne; llavors els alemanys maniobraren cap al flanc aliat i van ocupar les posicions a Chemin des Dames, a la riba occidental del riu, Al seu torn, els aliats els flanquejaren per l'oest, per trobar-se amb noves línies alemanyes. El procés s'anà repetint fins a arribar al mar del Nord, amb les batalles de La Bassée, la primera d'Ieper i la de l'IJzer, a final d'octubre. La conseqüència fou una línia de front amb trinxeres contínues en uns 300 km, que posteriorment s'estengué a tota la línia del front occidental fins a la frontera suïssa.